# Панде Петровський
Панде Петровський (26 грудня 1943 - 31 грудня 2006) — македонський військовий генерал, начальник Генерального штабу Армії Республіки Македонія під час збройного конфлікту в 2001 році.

## Біографія
Народився 26 грудня 1943 року в м. Живойно. Його дід Петре брав участь в Ілінденському повстанні та в Першій світовій війні, а батько Алексо брав участь у національно-визвольній боротьбі, під час якої був двічі поранений.
Після закінчення середньої школи в 1962 році Петровський вступив до Військової академії сухопутних військ Югославської народної армії, яку закінчив з відзнакою в 1965 році.

### ЮНА (1965–1992)
Військову кар’єру розпочав у 1965 році командиром взводу 4-ї бронетанкової бригади в Ястребарсько, СР Хорватія, у званні лейтенанта. Петровський провів більшу частину своєї військової кар’єри в Ястребарському, з 1965 по 1976 роки. У 1968 році нагороджений орденом «За бойові заслуги» зі срібними мечами, а наступного року йому присвоєно звання лейтенанта. З 1969 по 1970 — командир роти. З 1970 по 1971 рік — заступник командира батальйону. У 1971 році отримав звання капітана. З 1971 по 1972 рік — офіцер фізкультури бригади. З 1972 року — командир батальйону. У 1973 році йому було присвоєно звання капітана 1-го класу, а наступного року він був нагороджений орденом Народної Армії зі Срібною Зіркою — найвищою нагородою Югославської Народної Армії, хоча надалі він був нагороджений ще двома орденами.
У 1976 році закінчив Командно-штабну академію і був переведений до Прилепа, де був помічником начальника штабу з оперативно-навчальної роботи. У 1977 році йому присвоєно звання майора. У 1981 році був переведений у Велес, де був заступником командира 212-ї механізованої бригади, а також начальником штабу бригади. У 1982 році йому присвоєно звання підполковника та нагороджено орденом Праці зі срібним вінком. Після закінчення школи національної оборони в Белграді у 1986 році отримав звання полковника і переведено до Приштини, де він був командиром 15-ї механізованої бригади.
У 1989 році був переведений до Скоп'є, де був керівником органу з особистих справ 3-го армійського округу. У 1990 році нагороджений орденом «За бойові заслуги» із золотими мечами.

### АРМ (1992–2002)
Після розпаду СФР Югославії та розпаду Югославської народної армії Петровський, як і інші члени Югославської народної армії з Республіки Македонія, приєднався до Армії Республіки Македонія, сформованої в 1992 році, і був переведений в Бітола як командувач корпусом 2-ї армії, брав участь у його формуванні. У 1993 році йому присвоєно звання генерал-майора. У 1996 році був переведений до Скоп'є, де був помічником начальника Генерального штабу армії з бойової підготовки. У 1997 році йому присвоєно звання генерал-лейтенанта.
У 1998 році Петровський був призначений керувати реорганізацією армії.
Панде Петровський достроково пішов у відставку у 2000 році, але наступного року повернувся до армії. Під час збройного конфлікту в Македонії в 2001 р. Указом №22 Президента Республіки Македонія Бориса Трайковського від 21 березня 2001 року Петровський був призначений заступником начальника Генерального штабу армії Йована Андревського.

#### Начальник Генерального штабу АРМ
У вирі конфлікту він був начальником Генерального штабу АРМ, який керував македонською армією найкоротший час, всього 3 місяці. Після початку військового конфлікту в Македонії в 2001 році його покликали допомогти в ситуації. Його особиста думка полягала в тому, що військовий конфлікт був нав'язаною ззовні агресією. Повернувшись до лав АРМ, він спланував успішні дії зі визволення і підкорення Тетовської фортеці, а також дії в районах Арацинова і Куманово-Липково. 12 квітня 2001 року, після успішної операції зі звільнення Тетовської фортеці, його особисто та письмово привітав із великою перемогою Збройних Сил Республіки Македонія генерал-майор Річард Гріффітс, начальник MPRI від США.

## Думки
|  | Як солдат, і як громадянин Республіки Македонія, який був безпосереднім свідком подій з кризою в Республіці Македонія, я особисто зацікавлений у повному з'ясуванні всіх аспектів тих подій і врегулюванні кризи. Я вважаю, що громадяни Республіки Македонія мають право знати всю правду про ці події, тим паче, що наслідки цього значною мірою, а деякі й безповоротно, вплинули на людей із кризових районів. Відповідальні за це мають дати звіт громадянину Македонії. |

## Військові звання
- Підпоручик (1965)
- Поручник (1968)
- Капітан (1971)
- Капітан 1 клас (1973)
- Майор (1977)
- Підполковник (1982)
- Полковник (1986)
- Генерал-майор (1993)
- Генерал-лейтенант (1997)
- Генерал-полковник (2001)

## Нагороди
Примітка: список нагород може бути неповним.
- Орден «За бойові заслуги» зі срібними мечами  (1968)
- Орден Народної Армії зі срібною зіркою  (1974)
- Орден Праці зі срібним вінком  (1982)
- Орден «За бойові заслуги» із золотими мечами  (1990)